# كلية الحقوق (جامعة دمشق)
مدرسة ومعهد الحقوق بدمشق وتعرف حاليًا بكلية الحقوق بجامعة دمشق، وقد تأسست عام 1913، ثم أعيد تأسيسها وافتتاحها بتاريخ 25 سبتمبر 1919 على يد الحقوقي الفلسطيني عبد اللطيف صلاح.
عميد الكلية الحالي منذ عام 2023 هو الدكتور سنان عمار.

## التأسيس
تأسسَّت مدرسة الحقوق بتاريخ الأول من تشرين الثاني لعام 1913م بعد إعلان الدستور في الدولة العثمانية ومطالبة العرب بفتح المعاهد العليا. وكان مقرّها في البناء المعدُّ لمدرسة الصنائع في بيروت. وقد بدأت الدراسة بعد شهر من الافتتاح، ونهض بمهماتها أساتذة قديرون من مختلف البلدان العربية. واشتمل برنامجها على المواد الأساسية في الدراسات الحقوقية آنذاك. وقد أُلحقت بالمدرسة مكتبة، أسهم الأساتذة والطلاب في تزويدها بالكتب القيمة، إضافة إلى ما فيها.
وغداة نشوب الحرب العالمية الأولى مابين عامي 1914 و1918م نُقلت المدرسة إلى دمشق، وشغلت بناء المدرسة (الإنكليزية – الايرلندية) التي كان مقرها في ساحة الدوامنة من حي باب توما، وذلك لغاية عام 1918م، حيث أُعيدت إلى بيروت. وبعد انتهاء الحرب، قامت في سورية أول حكومة وطنية، وبُعثت فكرة تأسيس الجامعة. وأثمرت المساعي التي قام بها الأستاذ ساطع الحصري، والدكتور رضا سعيد، بإنشاء معهد للطب ومدرسة للحقوق.
افتتحت المدرسة مرة أخرى في 25 أيلول 1919م في البناء الذي تشغله حالياً وزارة السياحة السورية، الواقع على ضفة نهر بردى إلى جانب التكية السليمانية. وقد شغلت المدرسة قسماً منه، وعهد بإدارتها إلى الحقوقي الفلسطيني عبد اللطيف صلاح، وتقرَّر أن يكون التدريس باللغة العربية فقط، وحُدِّدت مدة الدراسة فيها بثلاث سنوات.

## تاريخ الكلية
في عام 1920م قررَّت حكومة الانتداب الفرنسي، تشييد بناء لمدرسة الحقوق، وعينت الأستاذ عبد القادر العظم مديراً لها، والسيد نصوح المؤيد أميناً عاماً للمدرسة. وفي عام 1923م تمَّ تعديل اسمها إلى معهد الحقوق، وإلحاقها مع معهد الطب والمجمع العلمي ومتحف دمشق، بمؤسسة واحدة سُميت الجامعة السورية. وقد تناوب على رئاستها كلٍ من رئيسي المعهدين ورئيس المجمع العلمي، وذلك لغاية العام 1929م حيث صدر قرار بأن يتولى رئيس الدولة بناءً على اقتراح وزير المعارف، مهمة تعيين رئيس الجامعة السورية بالتناوب مابين عميدي معهد الطب ومعهد الحقوق، ولولاية تمتد لفترة ثلاث سنوات. وكان مجلس الجامعة يتألف من العميدين وثلاثة أساتذة عن كل معهد، وكانت مهمة المجلس استشارية في كل ما يتعلق بإدارة الجامعة.
وفي عام 1930م أسهمت إدارة معهد الحقوق بإصلاح نظام التعليم فيه، فاعتمدت الدروس العملية، وأضافت مقررات جديدة مثل الحقوق الأساسية والعامة والأصول القضائية. وأقرَّت كذلك نظاماً للامتحانات الشفوية والكتابية، وأحدثت شعباً متخصصة في الحقوق القضائية والإدارية والشرعية.
وفي عام 1946م أصبح معهد الحقوق إحدى كليات الجامعة السورية، وانتقل إلى مبناه الحالي (ثكنة الحميدية). وفي عام 1949م تمَّ إحداث ثلاثة فروع للكلية (الحقوق العامة، العلوم المالية، العلوم الاقتصادية) وأصبحت مدة الدراسة فيها أربع سنوات جامعية، ينال الطالب في نهايتها درجة (الليسانس) في الحقوق، إضافة لشهادة اختصاص من الفرع الذي انتسب إليه. وفي عام 1955م تمَّ إلغاء الدراسة الاختصاصية، والاكتفاء بمرتبة الإجازة في الحقوق.
وفي عام 1959م صدر القانون رقم /148/ وبموجبه تولَّت جامعة دمشق بناءً على اقتراح كلية الحقوق، منح دبلومات الدراسات العليا في القانون العام والقانون الخاص والعلوم الإدارية والمالية. إضافة لدرجة الدكتوراه في الحقوق. وقد باشرت الكلية بتدريس هذه الدبلومات منذ العام الدراسي 1964-1965م، كما منحت أول درجة دكتوراه في الحقوق بتاريخ 26/10/1968م.
وفي عام 1971م أُعيد تنظيم كلية الحقوق بموجب المرسوم رقم /124/ والذي يتضمن خطة دراسية بدأ العمل بتطبيقها منذ العام الدراسي 1971-1972م، وتلا ذلك صدور قانون تنظيم الجامعات لعام 1975م ولائحته التنفيذية الصادرة بالمرسوم رقم /2059/ لعام 1982م، بحيث أصبحت السنة الدراسية تتألف من فصلين دراسيين في مختلف الكليات، بدءاً من العام الدراسي 1985-1986م. وترتَّب على ذلك أن أصبحت المقررات الدراسية المحدَّدة بالمرسوم رقم /124/ لعام 1971م موزعة على مدار فصلين دراسيين في كل سنة من سنوات المرحلة الجامعية الأولى. كما أُعيد تنظيم مرحلة الدراسات العليا في كلية الحقوق، وتولَّت جامعة دمشق منح دبلوم الدراسات العليا في الاختصاصات التالية: القانون الخاص، القانون العام، القانون الدولي، القانون الجزائي، العلوم الإدارية والمالية.

## عمداء الكلية
1. عبد اللطيف صلاح، مؤسس الكلية وأول رئيس لها.[3]
2. سليم العطار.[3]
3. عبد القادر العظم.[3]
4. سامي الميداني.[3]
5. فايز الخوري.[3]
6. عثمان سلطان.[3]
7. أحمد السمان.[3]
8. فؤاد شباط.[3]
9. محمد الفاضل.[3]
10. أحمد مراد.[3]
11. كمال غالي.[3]
12. عبد اللطيف عابدين.[3]
13. هشام القاسم.[3]
14. عبد الله طلبه.[3]
15. حسن الجوخدار.[3]
16. هشام فرعون.[3]
17. محمد عزيز شكري.[3]
18. فؤاد ديب.[3]
19. عبود السراج.[3]
20. محمد الحسين.[3]
21. محمد واصل.[3]
22. محمد حاتم البيات.[3]
23. ماهر ملندي.[3]
24. هيثم الطاس.[3]
25. سنان عمار.[3]

## التعليم الموازي والمفتوح
بتاريخ 29/7/2001م صدر المرسوم رقم /382/ المتضمن جواز قبول عدد من حملة الشهادة الثانوية أو ما يعادلها في نظام التعليم المفتوح، حيث أُفتتح برنامج الدراسات القانونية في كلية الحقوق منذ العام الدراسي 2002-2003م ويضم عدداً من المقررات الأساسية والاختيارية، يتمُّ تدريسها والتقدم إلى امتحاناتها الفصلية على مدار أربع سنوات دراسية، ينال الطالب في نهايتها درجة الإجازة في الدراسات القانونية / نظام التعليم المفتوح. وقد أُعيد تنظيم التعليم المفتوح في جامعة دمشق بموجب القرار الوزاري رقم /92/ الصادر بتاريخ 15/1/2007م.
وفيما بعد، صدر قانون تنظيم الجامعات النافذ حالياً رقم /6/ تاريخ 4/1/2006م، وكذلك لائحته التنفيذية الصادرة بالمرسوم رقم /250/ تاريخ 10/7/2006م وبموجبهما أصبحت اللوائح الداخلية للكليات تُعتَمَد بقرار من وزير التعليم العالي. وأُستعيض عن نظام دبلوم الدراسات العليا، بدرجة الماجستير التي تتضمن دراسة عدد من المقررات في سنتها الأولى، وإعداد رسالة ماجستير في سنتها الثانية، وذلك قبل الانتقال للتسجيل في مرحلة الدكتوراه. وبناءً عليه، صدر نظام الدراسات العليا في كلية الحقوق بموجب القرار الوزاري رقم 5/ و تاريخ 10/2/2008م. وأصبحت جامعة دمشق تمنح درجة الماجستير في الحقوق بالاختصاصات الآتية: القانون الخاص، القانون العام، القانون الدولي، القانون الجزائي، القانون التجاري، العلوم الإدارية والمالية.
وبتاريخ 25/3/2013م صدر القرار الوزاري رقم 19/ و المتضمن اللائحة الداخلية الجديدة لكلية الحقوق، وذلك بعد مرور حوالي أربعين عاماً على تطبيق الخطة الدراسية السابقة. وقد طُبِّقَت الخطة الجديدة على الطلاب المستجدين بدءاً من العام الدراسي 2013-2014م. وتتمَّيز الخطة باحتوائها إضافة لمقرراتها التقليدية، على عدة مقررات محدثة ومبتكرة. وقد تمّ لاحقاً تعديلها بموجب القرار الوزاري رقم 93/ و تاريخ 10/10/2016م مع أحكامها الانتقالية.

## وصلات خارجية
- الموقع الرسمي للكلية.